# Epritz
Die Häusergruppe Epritz in der Gemeinde Althofen im Bezirk Sankt Veit an der Glan liegt links der Gurk, südlich angrenzend an Mölbling.

## Namenkundliches
Der Namen Epritz leitet sich wahrscheinlich vom Grundwort Eber ab und mag Besitz des Eberhards oder wo die Eberraute wächst bedeuten.

## Geschichte
Der Ort wurde 1625 erstmals urkundlich als am Ehepretz beziehungsweise am Ehpretz in Kirchenbüchern erwähnt.
1829 bestand der Ort aus drei Häusern: Epritz Nr. 1 vulgo „Moser“, Epritz Nr. 2 vulgo „Epritz“ und einer Mühle in Epritz Nr. 3.
1850 wurde Epritz als Teil der Katastralgemeinde Althofen Teil der Ortsgemeinde Althofen.
Spätestens 1910 wurde vulgo Moser mitsamt Mühle als eigene Ortschaft Rain von Epritz getrennt, wodurch Epritz seine heutige Ausdehnung erhielt.

## Bergbau
Spätestens seit der Mitte des 19. Jahrhunderts ist in Epritz ein Steinbruch bezeigt, der wohl bis in die Mitte des 20. Jahrhunderts betrieben wurde.

## Bevölkerungsentwicklung
Der Franziszeische Kataster überliefert die Anzahl der Häuser für Epritz von 1829. Seit der Volkszählung von 1910 liegen für Epritz Einwohnerzahlen in Abständen von typischerweise zehn Jahren vor.
| Jahr | Einwohnerzahl | Häuser |
| ---- | ------------- | ------ |
| 1828 |               | 3      |
| 1910 | 6             | 1      |
| 1923 | 7             | 1      |
| 1951 | 9             | 2      |
| 1961 | 7             | 1      |
| 1971 | 12            | 2      |
| 1981 | 8             | 2      |
| 1991 | 5             | 2      |
| 2001 | 3             | 1      |
| 2011 | 1             | 1      |
| 2020 | 3             |        |

## Sehenswürdigkeiten

### Steingewölbebrücke über die Gurk
Nahe bei Epritz liegt eine denkmalgeschützte Steingewölbebrücke (Listeneintrag), die über die Gurk führt und die aufgrund der Inschrift 1782 in einem Brüstungsstein wohl in eben diesem Jahr erbaut wurde. 1967 wurde sie nach Bidmon et al. verbreitert, 1992 generalsaniert, und ihr so „das ursprüngliche Erscheinungsbild zurückgegeben“. Insgesamt habe, so Bidmon et al. weiter, die Brücke „in ihren wesentlichen Teilen“ die Zeit überdauert und stelle aufgrund ihres Alters und der für die damalige Zeit nicht häufigen Mehrbogigkeit „ein seltenes Exemplar“ dar.
Der größere Teil der Steingewölbebrücke ist Sehenswürdigkeit in Mölbling.